# Topias Laine
Topias Laine (ur. 12 lipca 2001) – fiński lekkoatleta specjalizujący się w rzucie oszczepem.
Zwycięzca olimpijskiego festiwalu młodzieży Europy w 2017 roku. W kolejnym sezonie zdobył brąz mistrzostw Europy U18 oraz został w Buenos Aires mistrzem igrzysk olimpijskich młodzieży. Finalista mistrzostw Europy U20 z 2019 roku.
Medalista mistrzostw Finlandii, reprezentant kraju w meczach międzypaństwowych.
Rekord życiowy: 81,67 (11 lipca 2021, Tallinn).

## Osiągnięcia
| Rok  | Impreza                               | Miejsce      | Pozycja     | Wynik                      |
| ---- | ------------------------------------- | ------------ | ----------- | -------------------------- |
| 2017 | Olimpijski festiwal młodzieży Europy  | Győr         | 1. miejsce  | 74,74 (700 gramów)         |
| 2018 | Mistrzostwa Europy juniorów młodszych | Győr         | 3. miejsce  | 75,83 (700 gramów)         |
| 2018 | Igrzyska olimpijskie młodzieży        | Buenos Aires | 1. miejsce  | 74,57 + 78,85 (700 gramów) |
| 2019 | Mistrzostwa Europy juniorów           | Borås        | 6. miejsce  | 72,20                      |
| 2021 | Młodzieżowe mistrzostwa Europy        | Tallinn      | 1. miejsce  | 81,67                      |
| 2023 | Młodzieżowe mistrzostwa Europy        | Espoo        | 2. miejsce  | 79,77                      |
| 2023 | Uniwersjada                           | Chengdu      | 3. miejsce  | 78,42                      |
| 2025 | Puchar Europy w rzutach               | Nikozja      | 11. miejsce | 76,83                      |